# Le Point (revue artistique et littéraire)
Pour les articles homonymes, voir Le Point (homonymie).
Ne doit pas être confondu avec Le Point.
Le Point est une revue artistique et littéraire, créée par Pierre Betz en 1936. Elle fut éditée et imprimée par Pierre Braun entre Colmar, Lanzac et Souillac jusqu'en 1962. Le photographe Robert Doisneau participa activement à la revue pour laquelle il réalisa la plupart de ses premiers portraits d’artistes et d'écrivains.

## Histoire
En 1936 à Colmar, avec son ami Pierre Braun, éditeur d’art et imprimeur mulhousien, afin de montrer que la province peut aussi être une terre d’arts, Pierre Betz lance la revue Le Point, une tentative de décentralisation artistique et littéraire mais aussi un objectif : « rapprocher les hommes » à travers la culture, dont son ami le photographe Robert Doisneau sera un des plus prolifiques collaborateurs.
En 1939, Pierre Betz se réfugie dans le Lot, à Lanzac puis à Souillac, refusant de retourner en Alsace annexée. Il aide les réfugiés, les repliés, tous ceux qui comme lui ont dit non à l’envahisseur. Il trouve asile, ainsi que Jean Lurçat dans une ferme du Roc des Monges d’où il poursuit son travail d’éditeur.
Le siège éditorial de la revue se tenait au Café de Paris propriété de son épouse Paule Sabatié, qui a accueilli Aragon, Paul Eluard, Jacques Prévert, Robert Doisneau, Jean-Louis Barrault, René Char, Le Corbusier, André Malraux, André Chamson, Tristan Tzara, Ossip Zadkine, Claude Roy…
Durant vingt-six années, au fil de 59 numéros dont cinq doubles en 54 livraisons du no 1 (janvier 1936) au no 59 (1962), la revue a reflété avec originalité la France des lettres et des arts, mais aussi, des phénomènes de société.

## Volumes parus
- 1. Le roman (1936)
- 2. La peinture (1936)
- 3. La Musique (1936)
- 4. Cézanne et la Provence (1936)
- 5. L'architecture (1936)
- 6. La photographie (1936)
- 7. Degas (février 1937)
- 8. La maison (1937)
- 9. Les maîtres de l'art indépendant. 1895-1925. Portraits d'artistes (1937)
- 10. Le théâtre (1937)
- 11. Textes variés (1937)
- 12. La sculpture (1937)
- 13. La poésie (1938)
- 14. La montagne (avril 1938)
- 15. La petite ville (juin 1938)
- 16. Le roman allemand (septembre 1938)
- 17. Les ateliers de Maillol (novembre 1938)
- 18. Le cinéma (décembre 1938)
- 19. La cathédrale de Strasbourg (1939)
- 20. Le lyrisme des temps nouveaux et l'urbanisme (1939)
- 21. Matisse (juillet 1939)
- 22. Le secret de Lyon (1939)
- 23. Photographies anciennes (1939)
- 24. Bonnard (1939)
- 25. Vierges romanes d'Auvergne (1943)
- 26-27. Rouault (1943)
- 28. Marquet (1943)
- 29-30. Mallarmé (1944)[7].
- 31. Imprimeries clandestines - Photogr. de Robert Doisneau (mars 1945)
- 32. Aubusson et la renaissance de la tapisserie (1946)
- 33. Henri Laurens - Photogr. de Robert Doisneau (1946)
- 34-35. L'art roman en Roussillon (1947)[8]
- 36. Desnoyer - Walch - Tal Coat - Pignon - Gruber - Fougeron (1947)
- 37. L'art officiel de Jules Grévy à Albert Lebrun (1949)
- 38. Le Corbusier  - Photogr. de Robert Doisneau (1950)
- 39. Colette - Photogr. de Robert Doisneau (1951)
- 40. Le jazz (1952)[9]
- 41. Textes variés (1952)
- 42. Picasso - Photogr. de Robert Doisneau (1952)
- 43. Léon Lehmann (1953)
- 44. Paul Léautaud : Pages de journal - Photogr. de Robert Doisneau  (1953)
- 45. L'art et l'enfant (1953)
- 46. Braque - Photogr. de Robert Doisneau (1953)
- 47. Aspect de la musique contemporaine (1954)
- 48. Poésie d'aujourd'hui (1954)
- 49. Art réaliste - Art abstrait (1954)
- 50. Gromaire - Photographies de Robert Doisneau (1955)
- 51. Le ballet contre l'opéra (1956)
- 52. TNP (1957)
- 53-54. Le Second Empire vous regarde (1958)[10].
- 55-56. L'univers de Proust (1959)
- 57. Bistrots - Photogr. de Robert Doisneau (1960)
- 58. L'aventure de la musique au XXe siècle (1961)
- 59. Constantes du cinéma français (1962)